# 和歌山県道236号勝浦港湯川線
和歌山県道236号勝浦港湯川線（わかやまけんどう236ごう かつうらこうゆかわせん）は、和歌山県東牟婁郡那智勝浦町から東牟婁郡太地町を経由して、東牟婁郡那智勝浦町に至る一般県道である。

## 概要
東牟婁郡那智勝浦町大字勝浦から東牟婁郡太地町を経由して、東牟婁郡那智勝浦町大字湯川に至る。
那智勝浦町市街地から、同町大字湯川で海をまたいで太地町飛地を経由して再び那智勝浦町大字湯川へ至る経路であるが、海をまたぐ橋が建設されておらず、分断している。同区間の太地町側には1996年（平成8年）に完成した岩屋トンネルが存在するが、2001年（平成13年）に誕生した第1次小泉内閣が改革を訴えて公共投資関連予算を削って工事が止まった結果、トンネルのみ完成したまま放置されているため分断区間が残されている。

### 路線データ
和歌山県例規集に基づく起終点および重要な経過地は次のとおり。
- 起点：東牟婁郡那智勝浦町大字勝浦（勝浦港、和歌山県道46号那智山勝浦線交点）
- 終点：東牟婁郡那智勝浦町大字湯川（湯川交差点、国道42号交点）
- 重要な経過地：東牟婁郡太地町
- 実延長：3.578 km[要出典]

## 歴史
- 1994年（平成6年）4月1日  - 和歌山県が一般県道として勝浦港湯川線を認定するとともに供用を開始[2]。

## 路線状況

### 道路施設

#### トンネル
- 甫子浦トンネル：延長68 m、1999年（平成11年）竣工、東牟婁郡那智勝浦町
- 越瀬トンネル：延長120 m、1999年（平成11年）竣工、東牟婁郡那智勝浦町
- 福井トンネル：延長131 m、1969年（昭和44年）竣工、東牟婁郡那智勝浦町
- 夏山（なつさ）隧道：延長80 m、1971年（昭和46年）竣工、東牟婁郡太地町 - 東牟婁郡那智勝浦町

## 地理

### 通過する自治体
- 和歌山県
  - 東牟婁郡那智勝浦町 - 東牟婁郡太地町 - 東牟婁郡那智勝浦町

### 交差する道路
| 交差する道路                    | 交差する場所  | 交差する場所      |
| ------------------------------- | ------------- | ----------------- |
| 和歌山県道46号那智山勝浦線      | 大字勝浦      | 起点              |
| 和歌山県道238号紀伊勝浦停車場線 | 大字築地2丁目 |                   |
| 国道42号                        | 大字湯川      | 湯川交差点 / 終点 |

### 交差する鉄道
- 紀勢本線

### 沿線
- 勝浦港
- JR西日本紀勢本線 紀伊勝浦駅
- 那智勝浦町役場